# Gynacantha arthuri
Gynacantha arthuri är en trollsländeart som beskrevs av Maurits Anne Lieftinck 1953. Gynacantha arthuri ingår i släktet Gynacantha och familjen mosaiktrollsländor. IUCN kategoriserar arten globalt som otillräckligt studerad. Inga underarter finns listade i Catalogue of Life.